# Щёголев, Максим Валерьевич
Макси́м Вале́рьевич Щёголев (род. 20 апреля 1982, Воронеж) — российский актёр театра, кино, телевидения и дубляжа.

## Биография
Родился 20 апреля 1982 года в городе Воронеж. Отец — Валерий Константинович Щёголев (1946—2007), военнослужащий, служил в военно-морском флоте, ходил на подводной лодке, занимался подводным плаванием. Мать — Ирина Александровна, врач.
В школьные годы в течение десяти лет занимался бальными танцами, кандидат в мастера спорта. Затем подрабатывал танцами в ночных клубах.
В возрасте тринадцати лет был приглашён в модельное агентство, где в качестве фотомодели рекламировал одежду.
По окончании средней школы в 1999 году поступил на актёрский факультет Воронежской государственной академии искусств.
Зимой 2000 года режиссёр Московского театра «Театр Луны» Сергей Борисович Проханов, сыгравший роль Кеши в комедии «Усатый нянь» (1977), приехал в Воронеж с гастролями со спектаклем «Ночь нежна». Накануне представления он провёл отбор молодых людей на свой курс в ГИТИСе, и первокурсник Воронежской государственной академии искусств Щёголев был приглашён для сдачи экзаменов в Москву, где успешно прошёл конкурс и был зачислен сразу на второй курс.
В 2001 году, будучи студентом, был принят в труппу Московского театра «Театр Луны» под руководством Сергея Проханова, где вскоре получил главную роль в спектакле «Ночь нежна».
В 2002 году, втайне от Проханова, прошёл показ и был приглашён в творческую лабораторию при московском театре «Школа драматического искусства» под руководством Анатолия Васильева. Щёголев разрывался между двумя театрами. Через год, когда Щёголев был принят Васильевым в труппу и введён в спектакль «Погребение Патрокла» по «Илиаде», у которого были запланированы гастроли по Португалии на две недели, актёру пришлось признаться руководителю «Театра Луны», где тоже играл в спектаклях. Сергей Проханов оставил его в своём театре. После этого Щёголев на протяжении ещё трёх лет играл одновременно в двух театрах, пока Анатолий Васильев не покинул Россию и свой театр.
В 2003 году Максим Щёголев окончил актёрский факультет Российского института театрального искусства — ГИТИСа в Москве (курс Сергея Борисовича Проханова).
Работал с режиссёрами Романом Виктюком и Камой Гинкасом, с театральной группой Ежи Гротовского и Томаса Ричардса. Побывал в Японии, работал с Тадаси Судзуки, осваивал его актёрский метод.
Снимается в фильмах и телесериалах.
В 2010 году в паре с Кристиной Асмаловской, а затем — с Ксенией Собчак (после объединения мужской и женской сборных команд) принимал участие в телепроекте «Танцы со звёздами» на телеканале «Россия-1». Пара Ксении Собчак и Максима Щёголева заняла в проекте второе место.

### Личная жизнь
Был официально женат один раз — на актрисе Алле Казаковой. От этого брака у него есть двое детей: дочери Мария (род. 13 июля 2007) и Екатерина (род. 20 июля 2008).
Есть внебрачный сын — Илья Щёголев (род. 2 августа 2002), общий ребёнок с актрисой Татьяной Солнцевой.
В 2010—2013 годах встречался с актрисой Юлией Зиминой.
Состоит в отношениях с Теоной Дольниковой. 16 января 2017 года у пары родился сын Лука Максимович Дольников.

## Творчество

### Театральные работы

#### Московский театр «Театр Луны»
- 2001 (по настоящее время) — «Ночь нежна» по одноимённой пьесе Фрэнсиса Скотта Фицджеральда (сценическая версия и постановка — Сергей Проханов; премьера — 12 марта 1997 года) — Дик Дайвер, врач-психиатр, американец
- 2001 (по настоящее время) — «Таис сияющая» по мотивам романа «Таис Афинская» Ивана Ефремова (режиссёр-постановщик — Сергей Проханов; премьера — 19 сентября 1998 года) — Александр Македонский
- 2002 — «Ромео и Джульетта» Уильяма Шекспира — сеньора Капулетти, мать Джульетты
- 2004 — «Диагноз: Эдит Пиаф» по пьесе Сергея Проханова (режиссёр-постановщик — Сергей Проханов; премьера — 8 мая 2004 года) — Ларри Лазовски, кинорежиссёр
- 2017 — «Фанта-Инфанта», мульти-шоу для детей по пьесе Сергея Проханова (режиссёр-постановщик — Сергей Проханов; премьера — 15 апреля 2017 года) — художник
- с 2018 — «Матри-Архат» по пьесе Сергея Проханова (режиссёр-постановщик — Сергей Проханов; премьера — 24 февраля 2018 года) — Тарзан

#### Театральная компания «Театр Евгения Герчакова»
- 2017 — «Какаиновый конгресс Фрейда» по пьесе С. Гиргеля (режиссёр — Евгений Герчаков) — доктор Флисс

### Фильмография
- 2004 — Слепой — эпизод
- 2005 — Аэропорт — эпизод
- 2006 — В круге первом — палач
- 2006 — Солдаты 6 — эпизод
- 2006 — Кто в доме хозяин? (серия № 31 «Наследница») — Андрей, молодой и дурной агент по продаже автомобилей
- 2006 — Моя прекрасная няня (серия № 118 «Ангел во плоти») — Сергей, побирушка, который ходит по домам и просит дать денег на билет
- 2006 — Молодые и злые — Александр Демидов, молодой специалист в области рекламы
- 2007 — Просто повезло — эпизод
- 2007 — Театр Луны, или Космическая дурочка 13.28 — драматург
- 2008 — Продолжение следует — эпизод
- 2008 — Чемпион — Виктор Головачёв
- 2009 — Кармелита. Цыганская страсть — Станислав Жданов, сочинский бизнесмен[13]
- 2008 — Один день — Алексей, владелец небольшого автосервиса
- 2008 — Второе дыхание — Юрий Юльев («Слон»), рядовой, солдат-контрактник
- 2009 — Город соблазнов — Роман Паров по прозвищу «Паровоз»
- 2009 — Всё, что нужно — это любовь — Денис
- 2010 — 2011 — Брак по завещанию — Андрей Тихомиров, бизнесмен
- 2010 — Адвокат 7 (фильм № 9 «Найди своих друзей и близких») — Виктор Красильников
- 2011 — Объявлен в розыск — Пётр Михайлович Волгин, сотрудник отдела по борьбе с наркотиками
- 2011 — Бомбила — Игнат и Матвей Прохоровы, братья-близнецы, сотрудники службы охраны
- 2011 — «Алиби» на двоих (фильм № 10 «Стритрейсеры») — Александр Анциферов («Сантьяго»), гонщик
- 2011 — Хиромант 2 — Роман Борисович Белкин, банкир
- 2011 — Расплата — Авгур, киллер
- 2011 — Девичья охота — Георгий Волков, генеральный директор
- 2011 — Брак по завещанию 2. Возвращение Сандры — Андрей Тихомиров, бизнесмен
- 2011 — Следственный комитет (фильм № 2 «Мишени», серии № 3-4) — Денис Викторович Ерофеев, бывший майор милиции, обвиняемый в 2 убийствах и 22 покушениях на убийство в супермаркете (прототип — Денис Евсюков)
- 2012 — Участковый — Василий Евгеньевич Сарычев («Сарыч»), бандит
- 2012 — Профиль убийцы — Андрей Круглов, майор (позже — подполковник), старший оперуполномоченный уголовного розыска
- 2012 — Склифосовский — Антон, пациент, жених Анны Афанасьевой
- 2012 — Я приду сама — Олег
- 2012 — Страна 03 — «Бурый»
- 2012 — Пятницкий. Глава вторая (серия № 18 «Зверь внутри») — Вадим Мельников, лучший друг Карпова
- 2012 — Самый длинный день — Андрей Фролов, капитан уголовного розыска
- 2012 — 2013 — Карпов — Вадим Олегович Мельников, лучший друг Карпова, контролирует автоугонный бизнес, «вор в законе» по кличке «Мирный»
- 2013 — Одинокий волк — Максим Добрынин («Волк»)
- 2013 — Сила Веры — Павел Иванов, муж Веры
- 2013 — Бомбила. Продолжение — Игнат Прохоров
- 2013 — Карпов. Сезон второй — Вадим Олегович Мельников, лучший друг Карпова, контролирует автоугонный бизнес, «вор в законе» по кличке «Мирный»
- 2013 — Кукловоды — Александр, владелец клуба
- 2014 — Бессонница — Аркадий Молчанов, судья
- 2014 — 2016 — Женщина в беде — Иван Евгеньевич Гарин, инструктор по самообороне
- 2014 — Домик у реки — Егор Кориков, оперативник
- 2014 — Военный корреспондент — «Яростный»
- 2014 — Законы улиц — Сергей Иванович Осипов, майор полиции
- 2014 — Легавый 2 — Юрий Зозуля, капитан УГРО
- 2014 — Последняя минута 2 — банкир
- 2014 — Меч 2 — Роман Винников («Винни-Пух»), бывший сержант разведки ВДВ (в запасе), участник группировки «Меч»
- 2015 — Молодёжка — Александр Валерьевич Точилин (с 91-й серии), тренер ХК «Титан», «Медведи» и «Металлист».
- 2015 — Заговорённый — Георгий Солдатов («Густав»)
- 2015 — Женщина в беде 2 — Иван Евгеньевич Гарин, инструктор по самообороне
- 2016 — Профиль убийцы 2 — Андрей Круглов, подполковник, старший оперуполномоченный уголовного розыска
- 2016 — Тот, кто рядом — Максим Крылов, полицейский
- 2016 — Вижу — знаю — Олег Ильин, оперуполномоченный полиции
- 2016 — Капитан полиции метро — Алексей Мышляев, капитан полиции метро
- 2016 — Женщина в беде 3 — Иван Евгеньевич Гарин, инструктор по самообороне
- 2016 — Женщина в беде 4 — Иван Евгеньевич Гарин, инструктор по самообороне
- 2016 — Двойная жизнь — Андрей Никитин
- 2017 — Дом у последнего фонаря — Андрей Васильевич Греков, капитан, следователь, сотрудник следственного отдела, бывший муж Веры и отец Мити
- 2017 — Суфлёр — Андрей Васильевич Греков, капитан, следователь, сотрудник следственного отдела, бывший муж Веры и отец Мити
- 2017 — Алтарь Тристана — Андрей Васильевич Греков, капитан, следователь, сотрудник следственного отдела, бывший муж Веры и отец Мити
- 2017 — Алмазы Цирцеи — Андрей Васильевич Греков, капитан, следователь, сотрудник следственного отдела, бывший муж Веры и отец Мити
- 2017 — Трюфельный пёс королевы Джованны — Андрей Васильевич Греков, капитан, следователь, сотрудник следственного отдела, бывший муж Веры и отец Мити
- 2017 — Смягчающие обстоятельства — Константин Смирнов, спасатель МЧС, второй муж Юлии Михеевой
- 2018 — Сердце женщины — Алексей Рязанцев
- 2018 — Ищейка 2 (серия № 3) — Алексей Уваров, муж Ирины (дочери Надежды Фроловой)
- 2018 — Сфинксы северных ворот — Андрей Васильевич Греков, капитан, следователь, сотрудник следственного отдела, бывший муж Веры и отец Мити
- 2018 — Отравленная жизнь — Греков
- 2018 — Пуля — Максим Полуянов, армейский друг Кирилла, начальник охраны компании «Секста-Ойл»
- 2018 — Батальон — Андрей («Экскурсовод»), спецагент ГРУ на Балканах
- 2018 — Мастер охоты на единорога — Греков
- 2018 — Отель «Толедо» — Греков
- 2019 — Красавица и воры — Александр Собочкин, телохранитель Коловетова
- 2019 — Моя любимая мишень — Руслан
- 2019 — Ограбление по тарифу — Паша
- 2019 — Железный лес — Андрей Васильевич Греков, следователь
- 2019 — Три капитана — Виктор Серёгин
- 2021 — Порт — Михаил Самойлов
- 2021 — Кузница счастья — Константин Сергеевич Иноземцев, кузнец в южном посёлке Кедровый, вдовец
- 2022 — Стражник — Руслан Гранин, майор Росгвардии
- 2022 — Наводнение — Трофим
- 2023 — Эффект домино — Максим Разин, следователь
- 2023 — Воровка — Руслан
- 2023 — Сармат — Артём Стеклов
- 2024 — Плевако — Александр III, император Всероссийский

## Призы и награды
- 2008 — медаль «За укрепление боевого содружества» Министерства обороны Российской Федерации — за участие в художественном фильме «Второе дыхание» (2008)[14].
- 2011 — лауреат кинопремии «Золотой носорог» в номинации «Лучшая мужская роль второго плана» — за роль Андрея Тихомирова в телесериале «Брак по завещанию».